# Doughnut (canción)
«Doughnut» es una canción grabada por el grupo femenino surcoreano Twice. Fue lanzada oficialmente por Warner Music Japan en formato físico y digital el 15 de diciembre de 2021 y corresponde al noveno sencillo japonés de su discografía. Contiene también al lado B «Wonderful Day». La canción fue escrita por Lauren Kaori y su vídeo musical fue lanzado previamente, el 2 de diciembre de 2021.

## Antecedentes y lanzamiento
El 15 de octubre, fue lanzado a través de las redes sociales oficiales del grupo un cortometraje con escenas en la nieve y se anunció que el noveno sencillo japonés de Twice sería lanzado el 15 de diciembre de 2021.
Del 26 al 29 de octubre, fueron lanzadas de manera sucesiva fotos conceptuales individuales de las miembros, además de cuatro fotos conceptuales grupales. Se confirmó que Jeongyeon no participó de la promoción visual del nuevo sencillo por problemas de salud.
El 1 de diciembre, se lanzó el primer avance de la canción principal, mientras que el 3 de diciembre fue lanzado el vídeo musical de «Doughnut».

## Composición y letra
«Doughnut» es una canción perteneciente al género de balada romántica, siendo el primer trabajo en el que Twice agrega elementos de la música tradicional a una de sus canciones en japonés.
La canción expresa el amor que se siente hacia otra persona y el dolor que se siente cuando la otra persona ya no está cerca, haciendo una referencia a una dona para expresar el corazón. «Mi corazón tiene un agujero con la forma de ti, como una dona, me he preguntado si estoy en un bucle de amor, sin principio ni fin».

## Vídeo musical
El 1 de diciembre de 2021, fue publicado a través de las redes sociales del grupo un teaser tráiler del vídeoclip el sencillo principal. El vídeo musical de «Doughnut» fue lanzado por Warner Music Japan al día siguiente, el 2 de diciembre de 2021.

## Lista de canciones
| CD    |                                |                   |                                    |          |  |
| N.º   | Título                         | Letras            | Música                             | Duración |  |
| 1.    | «Doughnut»                     | Lauren Kaori      | Alexis Kesselman, Fingazz, Francis | 4:24     |  |
| 2.    | «Wonderful Day»                | Shoko Fujibayashi | Andrew Choi, Emily Yeonseo Kim     | 3:31     |  |
| 3.    | «Doughnut» (Instrumental)      |                   | Alexis Kesselman, Fingazz, Francis | 4:24     |  |
| 4.    | «Wonderful Day» (Instrumental) |                   | Andrew Choi, Emily Yeonseo Kim     | 3:31     |  |
| 15:50 |                                |                   |                                    |          |  |

## Historial de lanzamiento
| País   | Fecha                   | Formato                           | Sello              | Ref.  |
| ------ | ----------------------- | --------------------------------- | ------------------ | ----- |
| Varios | 2 de diciembre de 2021  | Descarga digital streaming        | Warner Music Japan | [ 9 ] |
| Japón  | 15 de diciembre de 2021 | CD DVD Descarga digital streaming | Warner Music Japan | [ 9 ] |